# Historia Sany w średniowieczu

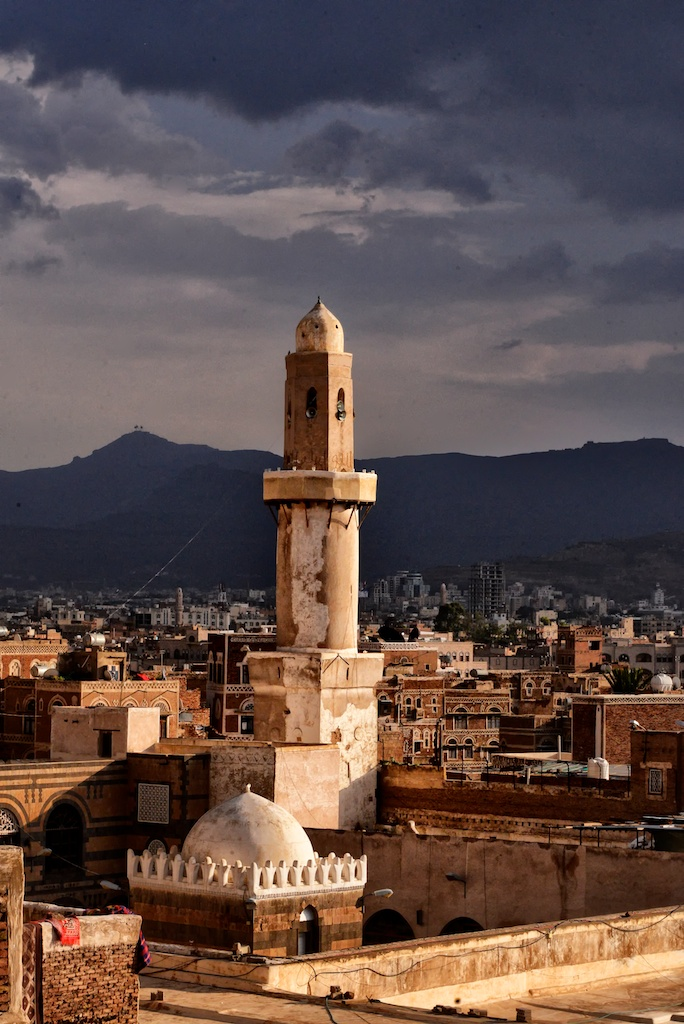
Jeden z minaretów Wielkiego Meczetu w Sanie

Symbol zajdyzmu

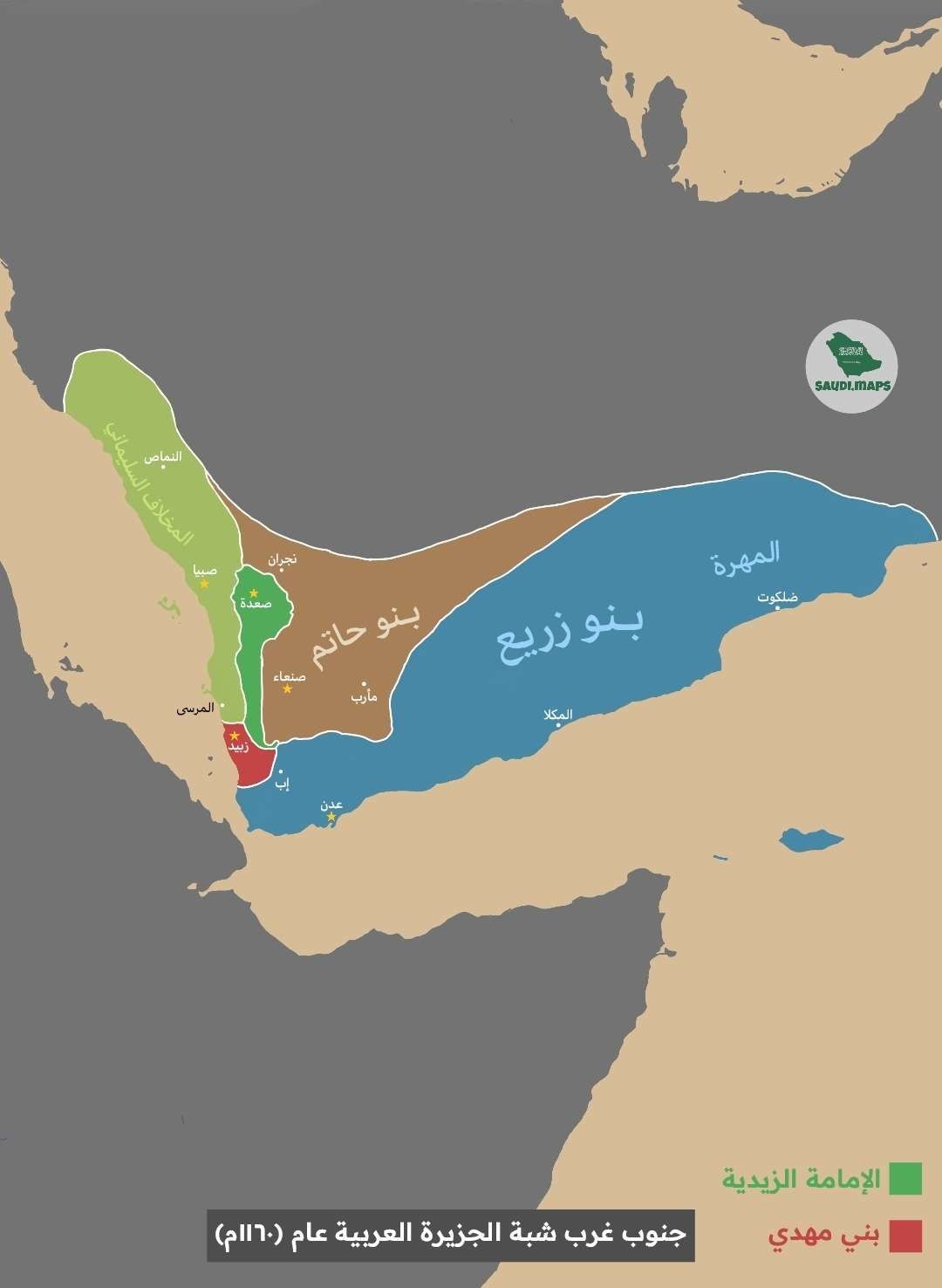
Jemen w 1160 roku

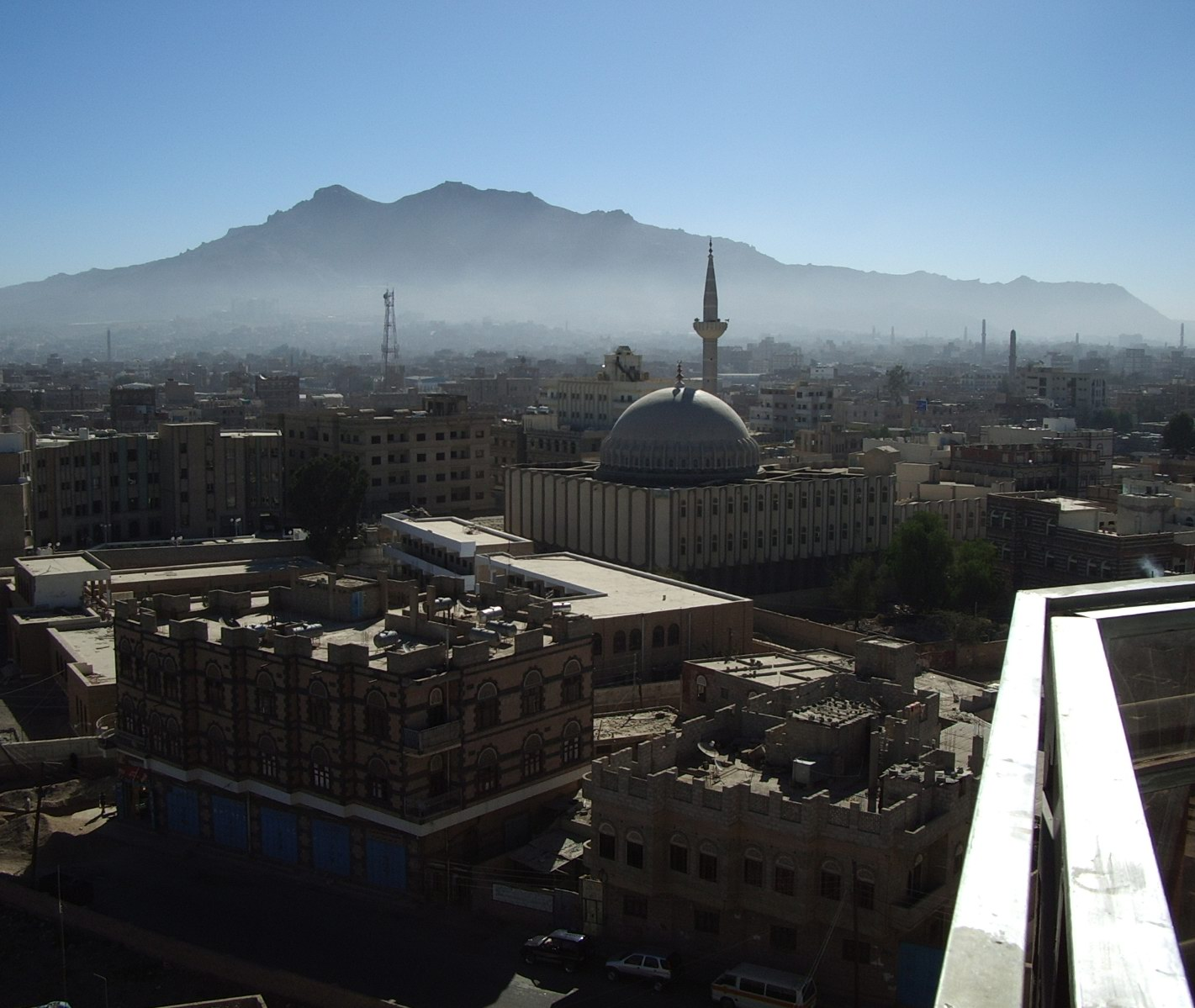
Dawna zabudowa Sany

Historia Sany w średniowieczu – dzieje miasta Sana, jednego z głównych ośrodków na terytorium współczesnego Jemenu, obejmujące okres od przyjęcia islamu w VII wieku, do podboju osmańskiego w XVI wieku.

## Historia
Ostatni perski zarządca Sany, Badhan, przyjął islam około roku 628. Formalnie oznaczało to włączenie Jemenu w obręb kalifatu, jednak o trwającym jeszcze wiele lat oporze przed islamem na tym terenie świadczy m.in. rebelia Al-Aswada al-Ansi. Prawdopodobnie za panowania kalifa Usmana zburzono leżący w Sanie zamek Gumdan. Być może jeszcze za życia Mahometa rozpoczęła się budowa Wielkiego Meczetu w Sanie, do czego posłużyły częściowo materiały pozyskane z Gumdanu.
W trakcie drugiej fitny tereny te znalazły się pod przejściowym panowaniem antykalifa Abd Allaha Ibn az-Zubajra. Podczas jego rządów Sana musiała zapłacić okup charydżyckiemu władcy Najda ibn Amir al-Hanafiemu. Podczas buntu ibadytów w latach 747–748 Sana została zdobyta przez buntowników, którymi dowodził Talib al-Haqq. Kalifat zdołał stłumić powstanie i odzyskać kontrolę nad Jemenem.
Na przełomie VIII i IX wieku, już za panowania Abbasydów, namiestnikiem Jemenu był Muhammad ibn Khalid ibn Barmak, członek dynastii Barmakidów. Jego rządy były korzystnymi czasami rozwoju dla Sany.
W trakcie IX wieku rósł wpływ na władzę lokalnych jemeńskich klanów i dynastii, a zależność od Abbasydów stawała się fikcyjna. W 898 roku powstał imamat zajdycki, organizm państwowy obejmujący swoim zasięgiem cały Jemen. Sana była jednym z jego głównych ośrodków.
Od początku X wieku trwały walki między zajdyckimi władcami, a opozycją wspieraną przez Fatymidów. Wedle niektórych źródeł, w latach 901–913 Sana miała zostać zdobyta 20-krotnie, nie licząc poddań w wyniku negocjacji. W wyniku walk wiele jemeńskich rodów zostało osłabionych. Od 992 do 1138 roku dynastia Sulayhidów zarządzała znacznym obszarem Jemenu jako wasale Fatymidów.
W 1173 roku Saladyn wysłał ekspedycję do Jemenu, która podbiła prowincję. Przez kolejne 35 lat władza tamże należała do Ajjubidów. Pod ich rządami Sana utraciła status stolicy regionu na rzecz Ta’izzu i Adenu.
W 1229 roku ostatni Ajjubidzi rządzący Jemenem przekazali władzę dynastii Rasulidów. Utrzymali oni drugorzędny status Sany wobec zapewniającego wysokie zyski z handlu Adenu. W 1259 roku w Sanie miało miejsce trzęsienie ziemi.
W latach 1454–1517 Rasulidów zastąpili Tahirydzi. W 1538 roku rozpoczął się pierwszy osmański podbój Jemenu, a w 1547 najeźdźcy zdobyli Sanę.

## Społeczeństwo i gospodarka
W pewnym momencie w Sanie narodził się chór wywodzący się od dwudziestu dwóch nawołujących do modlitwy (funkcja charakterystyczna dla regionu). Stanowił on muzyczne rozszerzenie liturgii i polegał na melorecytacji Koranu. W pobliżu miasta wydobywano także cenione w arabskim świecie rubiny, używane do produkcji maści czy wyrobu kielichów.
Praktyką charakterystyczną dla południowej Arabii, obecną w pobliżu Sany, było budowanie sadd – zapór z otworem u dołu. Poza tym w mieście znajdowała się cytadela zbudowana w miejscu zamku Gumdan, wiele meczetów, łaźnie, karawanseraj oraz minarety.
W 893 roku w Sanie urodził się Al-Hasan al-Hamadani, wybitny historyk, uczony i pisarz. W latach 1330–1331 Ibn Battuta odwiedził Sanę.